# Список президентов Мозамбика
Список президентов Мозамбика включает лиц, являвшихся главой государства Мозамбика после обретения им независимости в 1975 году.
В настоящее время главой государства и правительства Мозамбика является Президент Республики (порт. Presidente da República). Согласно действующей редакции конституции, президент избирается всенародным голосованием на 5 лет с правом однократного переизбрания. Глава государства имеет право распускать парламент, назначать всеобщие выборы и созывать референдум, назначать премьер-министра, председателя Верховного суда, министров и их заместителей, глав провинций, председателя Банка Мозамбика, государственных секретарей. Также президент может объявлять и прекращать войну, вести переговоры и подписывать международные договоры. Глава государства обязан рассматривать принятые парламентом законы в течение 30 дней и принимать решение об их утверждении или отклонении. Если парламент повторно принимает законопроект большинством в две трети голосов, президент обязан утвердить его. Президент также формирует Совет безопасности и Совет по обороне страны. В случае вакантности поста обязанности президента исполняет председатель Собрания Республики.
Использованная в первом столбце таблиц нумерация является условной; также условным является использование в первом столбце цветовой заливки, служащей для упрощения восприятия принадлежности лиц к различным политическим силам без необходимости обращения к столбцу, отражающему партийную принадлежность. В столбце «Выборы» отражены состоявшиеся выборные процедуры или иные основания получения полномочий. Для удобства список разделён на принятые в историографии периоды истории страны. Приведённые в преамбулах к каждому из разделов описания этих периодов призваны пояснить особенности её политической жизни.

## Народная Республика Мозамбик (1975—1990)
После победы в апреле 1974 года португальской «революции гвоздик» начались переговоры представителей Фронта освобождения Мозамбика (ФРЕЛИМО) с новым руководством метрополии, которые увенчались в сентябре подписанием в Лусаке соглашения о создании переходного правительства, сформированного из представителей ФРЕЛИМО и Португалии. 25 июня 1975 года была принята конституция, в соответствии с которой государство провозглашалось независимой Народной Республикой Мозамбик (порт. República Popular de Moçambique). Первым президентом страны стал лидер ФРЕЛИМО Самора Машел. Конституция закрепляла курс на создание в стране «политических, идеологических, научных и материальных основ социалистического общества». Во внешней политике правительство ставило целью укрепление связей с социалистическими странами и поддержку освободительных движений. В 1977 году ФРЕЛИМО был преобразован в партию, участвовавшую в выборах в Народное собрание, по результатам которых получил все места в парламенте. В стране фактически сложилась однопартийная система.
Тяжёлую экономическую ситуацию, вызванную снижением роста ВВП, сокращением производства товарной продукции и высылкой из страны квалифицированных португальских специалистов, усугубило обострение отношений с расистскими режимами ЮАР и Родезии. При поддержке последней в 1976 году была создана антикоммунистическая организация Национальное движение сопротивления Мозамбика (с 1977 года — Мозамбикское национальное сопротивление; РЕНАМО), начавшая вооружённую борьбу против правительственных сил. После падения расистского правительства в Родезии руководство РЕНАМО перешло к ЮАР. В марте 1984 года в Коматипурте руководства Мозамбика и ЮАР подписали соглашение о ненападении и добрососедстве. К концу года гражданская война охватила все провинции Мозамбика. В 1986 году на территорию страны под предлогом преследования членов запрещённого в ЮАР Африканского национального конгресса вторглись южноафриканские войска, Мозамбик вышел из соглашения 1984 года. В 1986 году в авиакатастрофе погиб президент Машел. Новым главой государства стал Жуакин Шисану. В 1989 году правительство взяло курс на либерализацию экономики и общественно-политической жизни страны. 30 ноября 1990 года была принята новая конституция, изменившая название страны на «Республику Мозамбик».
|          | Портрет                                                                              | Имя (годы жизни)                                             | Полномочия      | Полномочия      | Партия                       | Выборы      | Пр.                |
| Начало   | Портрет                                                                              | Имя (годы жизни)                                             | Окончание       |                 | Партия                       | Выборы      | Пр.                |
| -------- | ------------------------------------------------------------------------------------ | ------------------------------------------------------------ | --------------- | --------------- | ---------------------------- | ----------- | ------------------ |
| 1 (I—II) |                                                                                      | Самора Мойзеш Машел (1933—1986) порт. Samora Moisés Machel   | 25 июня 1975    | 23 декабря 1977 | Фронт освобождения Мозамбика | [ комм. 1 ] | [ 4 ] [ 5 ] [ 6 ]  |
| 1 (I—II) | 23 декабря 1977                                                                      | Самора Мойзеш Машел (1933—1986) порт. Samora Moisés Machel   | 19 октября 1986 | 1977            | Фронт освобождения Мозамбика |             | [ 4 ] [ 5 ] [ 6 ]  |
| и. о.    |                                                                                      | Марселину душ Сантуш (1929—2020) порт. Marcelino dos Santos  | 19 октября 1986 | 6 ноября 1986   | Фронт освобождения Мозамбика | [ комм. 4 ] | [ 7 ]              |
| и. о.    | Жуакин Алберту Шисану (1939—) порт. Joaquim Alberto Chissano                         |                                                              | 19 октября 1986 | 6 ноября 1986   | Фронт освобождения Мозамбика | [ комм. 4 ] | [ 7 ]              |
| и. о.    | Алберту Жуакин Шипанде (1939—) порт. Alberto Joaquim Chipande                        |                                                              | 19 октября 1986 | 6 ноября 1986   | Фронт освобождения Мозамбика | [ комм. 4 ] | [ 7 ]              |
| и. о.    | Арманду Эмилиу Гебуза (1943—) порт. Armando Emílio Guebuza                           |                                                              | 19 октября 1986 | 6 ноября 1986   | Фронт освобождения Мозамбика | [ комм. 4 ] | [ 7 ]              |
| и. о.    | Жорже Ребелу Пинту Шикоти (1940—) порт. Jorge Rebelo Pinto Chicoti                   |                                                              | 19 октября 1986 | 6 ноября 1986   | Фронт освобождения Мозамбика | [ комм. 4 ] | [ 7 ]              |
| и. о.    | Мариану де Араужу Матсинье (1953—) порт. Mariano de Araújo Matsinhe                  |                                                              | 19 октября 1986 | 6 ноября 1986   | Фронт освобождения Мозамбика | [ комм. 4 ] | [ 7 ]              |
| и. о.    | Себаштиан Шингуане Маркуш Маботе (1941—2001) порт. Sebastião Chinguane Marcos Mabote |                                                              | 19 октября 1986 | 6 ноября 1986   | Фронт освобождения Мозамбика | [ комм. 4 ] | [ 7 ]              |
| и. о.    | Жасинту Суареш Велозу (1937—) порт. Jacinto Soares Veloso                            |                                                              | 19 октября 1986 | 6 ноября 1986   | Фронт освобождения Мозамбика | [ комм. 4 ] | [ 7 ]              |
| и. о.    | Мариу Фернандеш да Граса Машунгу (1940—2020) порт. Mário Fernandes da Graça Machungo |                                                              | 19 октября 1986 | 6 ноября 1986   | Фронт освобождения Мозамбика | [ комм. 4 ] | [ 7 ]              |
| и. о.    | Жозе Оскар Монтейру (1941—) порт. José Óscar Monteiro                                |                                                              | 19 октября 1986 | 6 ноября 1986   | Фронт освобождения Мозамбика | [ комм. 4 ] | [ 7 ]              |
| 2 (I)    |                                                                                      | Жуакин Алберту Шисану (1939—) порт. Joaquim Alberto Chissano | 6 ноября 1986   | 30 ноября 1990  | Фронт освобождения Мозамбика | [ комм. 5 ] | [ 8 ] [ 9 ] [ 10 ] |

## Республика Мозамбик (с 1990)
30 ноября 1990 года была принята новая конституция, гарантировавшая основные демократические свободы и многопартийность и изменившая название страны на Республику Мозамбик (порт. República de Moçambique). В октябре 1992 года после двухлетних переговоров при посредничестве Италии, Зимбабве и Кении ФРЕЛИМО и РЕНАМО заключили соглашение о прекращении гражданской войны. В 1994 году впервые состоялись всеобщие выборы на многопартийной основе. Большинство мест в Собрании Республики были распределены между ФРЕЛИМО (129) и РЕНАМО (112), президентом был переизбран Жуакин Шисану. В 1995—1998 годах основные усилия правительства Шисану были направлены на разоружение части отрядов РЕНАМО, продолжавшей вооружённую борьбу, и создание единой армии. В декабре 2004 года на президентских выборах одержал победу кандидат от ФРЕЛИМО Арманду Гебуза (переизбран в 2009 году).
|           | Портрет         | Имя (годы жизни)                                             | Полномочия     | Полномочия      | Партия                       | Выборы      | Пр.                  |
| Начало    | Портрет         | Имя (годы жизни)                                             | Окончание      |                 | Партия                       | Выборы      | Пр.                  |
| --------- | --------------- | ------------------------------------------------------------ | -------------- | --------------- | ---------------------------- | ----------- | -------------------- |
| 2 (I—III) |                 | Жуакин Алберту Шисану (1939—) порт. Joaquim Alberto Chissano | 30 ноября 1990 | 23 декабря 1994 | Фронт освобождения Мозамбика | [ комм. 5 ] | [ 8 ] [ 9 ] [ 10 ]   |
| 2 (I—III) | 23 декабря 1994 | Жуакин Алберту Шисану (1939—) порт. Joaquim Alberto Chissano | 15 января 2000 | 1994            | Фронт освобождения Мозамбика |             | [ 8 ] [ 9 ] [ 10 ]   |
| 2 (I—III) | 15 января 2000  | Жуакин Алберту Шисану (1939—) порт. Joaquim Alberto Chissano | 2 февраля 2005 | 1999            | Фронт освобождения Мозамбика |             | [ 8 ] [ 9 ] [ 10 ]   |
| 3 (I—II)  |                 | Арманду Эмилиу Гебуза (1943—) порт. Armando Emílio Guebuza   | 2 февраля 2005 | 14 января 2010  | Фронт освобождения Мозамбика | 2004        | [ 11 ] [ 12 ] [ 13 ] |
| 3 (I—II)  | 14 января 2010  | Арманду Эмилиу Гебуза (1943—) порт. Armando Emílio Guebuza   | 15 января 2015 | 2009            | Фронт освобождения Мозамбика |             | [ 11 ] [ 12 ] [ 13 ] |
| 4 (I—II)  |                 | Филипе Жасинту Ньюзи (1959—) порт. Filipe Jacinto Nyusi      | 15 января 2015 | 15 января 2020  | Фронт освобождения Мозамбика | 2014        | [ 14 ] [ 15 ] [ 16 ] |
| 4 (I—II)  | 15 января 2020  | Филипе Жасинту Ньюзи (1959—) порт. Filipe Jacinto Nyusi      | 15 января 2025 | 2019            | Фронт освобождения Мозамбика |             | [ 14 ] [ 15 ] [ 16 ] |
| 5         |                 | Даниэл Франсишку Шапу (1977—) порт. Daniel Francisco Chapo   | 15 января 2025 | действующий     | Фронт освобождения Мозамбика | 2024        | [ 17 ] [ 18 ] [ 19 ] |